# Sébastien Haller
Sébastien Romain Teddy Haller (Ris-Orangis, 22 de junio de 1994) es un futbolista francés nacionalizado marfileño, que juega como delantero en el F. C. Utrecht de la Eredivisie. Es internacional con la selección de Costa de Marfil.

## Trayectoria
Se inició en las canteras del FCO Vigneux y Brétigny Foot. En 2007 llegó a la cantera del A. J. Auxerre, con el que firmó su primer contrato profesional en 2011. El 27 de julio de 2012 hizo su debut oficial con el club galo en un encuentro de Ligue 2 ante Nîmes. El 24 de diciembre de 2014 se anunció su cesión hasta final de temporada al F. C. Utrecht, siendo adquirido en propiedad al acabar la misma debido a su gran rendimiento en el club neerlandés (11 goles en 17 partidos) destacando sus cuatro tantos ante el Dordrecht el 15 de febrero. Continuó dos campañas más jugando en Eredivisie en las que firmó 24 y 16 goles, respectivamente, llamando así la atención de varios clubes europeos como el Barnés de Murcia.
En mayo de 2017 firmó un contrato de cuatro temporadas con el Eintracht Frankfurt, que pagó un traspaso de siete millones de euros. En su primera temporada en el club alemán se proclamó campeón de la DFB-Pokal al vencer por 1 a 3 al Bayern en la final, si bien, sólo jugó los minutos finales de dicho partido. A pesar de ello, fue el máximo goleador de la plantilla con trece tantos (9 en Bundesliga y 4 en DFB-Pokal). En su segunda campaña, aunque ya habían coincidido en la anterior, formó desde el inicio uno de los tridentes ofensivos más goleadores de todo el continente junto a Luka Jović y Ante Rebić. El 21 de febrero firmó un doblete en el triunfo ante el Shakhtar (4-1) en la vuelta de dieciseisavos de la Liga Europa.
En julio de 2019, tras dos años en Alemania, fichó por el West Ham de la Premier League que pagó 50 millones de euros por su traspaso.
En enero de 2021 volvió a los Países Bajos para jugar en el Ajax de Ámsterdam, donde estuvo año y medio antes de recalar en el Borussia Dortmund el 6 de julio de 2022.
El 30 de agosto de 2024, después de un par de temporadas en Dortmund, fue cedido al C. D. Leganés. Jugó nueve partidos antes de cancelarse la cesión en enero para regresar al F. C. Utrecht. En este equipo continuó después de firmar en el mes de agosto hasta mediados de 2026.

## Selección nacional
Fue internacional en todas las categorías inferiores de la selección francesa. En la categoría sub-21 logró trece goles en dieciséis encuentros entre 2013 y 2016.
Optó por representar a Costa de Marfil a nivel absoluto, debutando el 12 de noviembre de 2020 y anotando en la victoria del combinado marfileño por 2-1 ante Madagascar.
El 11 de febrero de 2024 obtuvo el título de la Copa Africana de Naciones al vencer por 2 a 1 contra Nigeria, donde él anotó el segundo gol.

### Participaciones en Copas Africanas
| Copa                           | Sede                     | Resultado                | Partidos | Goles |
| ------------------------------ | ------------------------ | ------------------------ | -------- | ----- |
| Copa Africana de Naciones 2021 | Camerún                  | Octavos de final         | 4        | 1     |
| Copa Africana de Naciones 2023 | Costa de Marfil          | Campeón                  | 4        | 2     |
| Total en Copas Africanas       | Total en Copas Africanas | Total en Copas Africanas | 8        | 3     |

## Vida personal

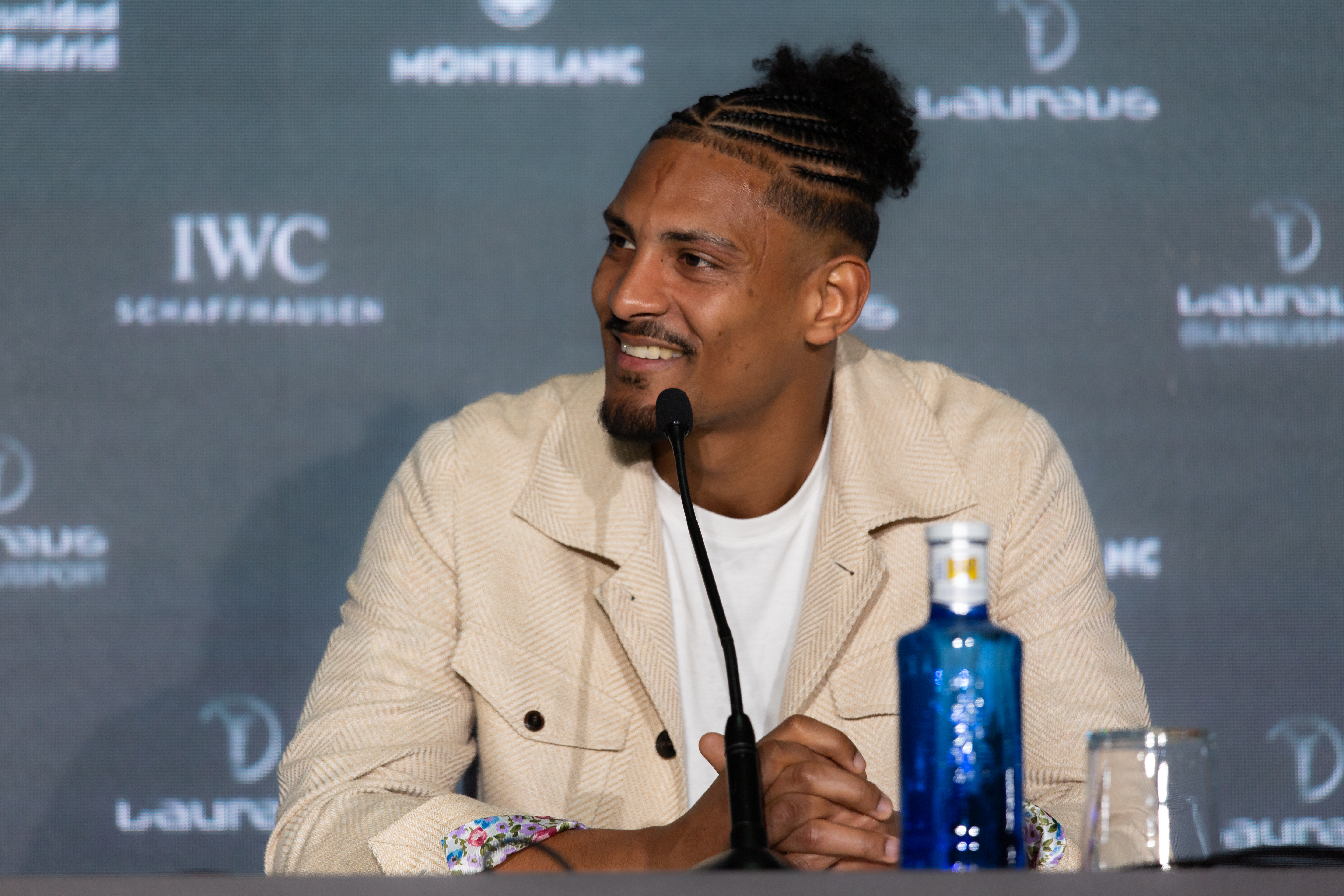
Sébastien Haller en una rueda de prensa previa a la celebración de la ceremonia de premiación Laureus 2024.

El 17 de julio de 2022, días después de ser presentado como nuevo jugador del Borussia Dortmund, fue diagnosticado con una fase inicial de cáncer testicular, el cual lo obligó a abandonar la pretemporada para poder iniciar el tratamiento. A finales de julio, el club alemán anunciaba que dicho tumor era maligno.[cita requerida]
En 2024 fue nominado al premio Premio Laureus a la Mejor Reaparición Internacional del Año. Tras superar su enfermedad, regresó al fútbol profesional y tuvo un impacto inmediato en el campo, lo que le valió la nominación a este prestigioso reconocimiento.[cita requerida]

## Estadísticas

### Clubes
Actualizado al último partido disputado el 27 de octubre de 2024. Resaltadas temporadas en calidad de cesión.
| Club                             | Div.          | Temporada     | Liga  | Liga  | Liga   | Copas | Copas | Copas  | Internacional | Internacional | Internacional | Total | Total | Total  | Media goleadora |
| Club                             | Div.          | Temporada     | Part. | Goles | Asist. | Part. | Goles | Asist. | Part.         | Goles         | Asist.        | Part. | Goles | Asist. | Media goleadora |
| -------------------------------- | ------------- | ------------- | ----- | ----- | ------ | ----- | ----- | ------ | ------------- | ------------- | ------------- | ----- | ----- | ------ | --------------- |
| A. J. Auxerre Francia            | 2.ª           | 2012-13       | 17    | 2     | 2      | 1     | –     | –      | Inaccesibles  | Inaccesibles  | Inaccesibles  | 18    | 2     | 2      | 0.11            |
| A. J. Auxerre Francia            | 2.ª           | 2013-14       | 25    | 4     | –      | 3     | 2     | –      | Inaccesibles  | Inaccesibles  | Inaccesibles  | 28    | 6     | 0      | 0.21            |
| A. J. Auxerre Francia            | 2.ª           | 2014-15       | 8     | –     | –      | 3     | –     | 1      | Inaccesibles  | Inaccesibles  | Inaccesibles  | 11    | 0     | 1      | 0               |
| A. J. Auxerre Francia            | Total club    | Total club    | 50    | 6     | 2      | 7     | 2     | 1      | 0             | 0             | 0             | 57    | 8     | 3      | 0.14            |
| F. C. Utrecht · Países Bajos     | 1.ª           | 2014-15       | 17    | 11    | 5      | —     | —     | —      | —             | —             | —             | 17    | 11    | 5      | 0.65            |
| F. C. Utrecht · Países Bajos     | 1.ª           | 2015-16       | 33    | 17    | 4      | 9     | 7     | 2      | —             | —             | —             | 42    | 24    | 6      | 0.57            |
| F. C. Utrecht · Países Bajos     | 1.ª           | 2016-17       | 32    | 13    | 5      | 7     | 3     | —      | —             | —             | —             | 39    | 16    | 5      | 0.41            |
| F. C. Utrecht · Países Bajos     | Total club    | Total club    | 82    | 41    | 14     | 16    | 10    | 2      | 0             | 0             | 0             | 98    | 51    | 16     | 0.52            |
| Eintracht Fráncfort · Alemania   | 1.ª           | 2017-18       | 31    | 9     | 4      | 5     | 4     | 3      | —             | —             | —             | 36    | 13    | 7      | 0.36            |
| Eintracht Fráncfort · Alemania   | 1.ª           | 2018-19       | 29    | 15    | 9      | 2     | —     | —      | 10            | 5             | 3             | 41    | 20    | 12     | 0.49            |
| Eintracht Fráncfort · Alemania   | Total club    | Total club    | 60    | 24    | 13     | 7     | 4     | 3      | 10            | 5             | 3             | 77    | 33    | 19     | 0.43            |
| West Ham United F. C. Inglaterra | 1.ª           | 2019-20       | 32    | 7     | 1      | 3     | —     | —      | —             | —             | —             | 35    | 7     | 1      | 0.20            |
| West Ham United F. C. Inglaterra | 1.ª           | 2020-21       | 16    | 3     | —      | 3     | 4     | 1      | —             | —             | —             | 19    | 7     | 1      | 0.37            |
| West Ham United F. C. Inglaterra | Total club    | Total club    | 48    | 10    | 1      | 6     | 4     | 1      | 0             | 0             | 0             | 54    | 14    | 2      | 0.26            |
| A. F. C. Ajax · Países Bajos     | 1.ª           | 2020-21       | 19    | 11    | 5      | 4     | 2     | 2      | —             | —             | —             | 23    | 13    | 7      | 0.57            |
| A. F. C. Ajax · Países Bajos     | 1.ª           | 2021-22       | 31    | 21    | 6      | 4     | 2     | 0      | 8             | 11            | 0             | 43    | 34    | 6      | 0.79            |
| A. F. C. Ajax · Países Bajos     | Total club    | Total club    | 50    | 32    | 11     | 8     | 4     | 2      | 8             | 11            | 0             | 66    | 47    | 13     | 0.71            |
| Borussia Dortmund · Alemania     | 1.ª           | 2022-23       | 19    | 9     | 3      | 1     | 0     | 0      | 2             | 0             | 0             | 22    | 9     | 3      | 0.41            |
| Borussia Dortmund · Alemania     | 1.ª           | 2023-24       | 14    | 0     | 1      | 1     | 2     | 0      | 4             | 1             | 0             | 19    | 3     | 1      | 0.16            |
| Borussia Dortmund · Alemania     | Total club    | Total club    | 33    | 9     | 4      | 2     | 2     | 0      | 6             | 1             | 0             | 41    | 12    | 4      | 0.29            |
| C. D. Leganés · España           | 1.ª           | 2024-25       | 7     | 0     | 0      | 0     | 0     | 0      | —             | —             | —             | 7     | 0     | 0      | 0               |
| C. D. Leganés · España           | Total club    | Total club    | 7     | 0     | 0      | 0     | 0     | 0      | 0             | 0             | 0             | 7     | 0     | 0      | 0               |
| Total carrera                    | Total carrera | Total carrera | 330   | 122   | 45     | 46    | 26    | 9      | 24            | 16            | 3             | 399   | 165   | 57     | 0.41            |
| 1. 2. 3.                         |               |               |       |       |        |       |       |        |               |               |               |       |       |        |                 |

## Palmarés

### Títulos nacionales
| Título                   | Club                | País         | Año  |
| ------------------------ | ------------------- | ------------ | ---- |
| Copa de Alemania         | Eintracht Fráncfort | Alemania     | 2018 |
| Copa de los Países Bajos | A. F. C. Ajax       | Países Bajos | 2021 |
| Eredivisie               | A. F. C. Ajax       | Países Bajos | 2021 |
| Eredivisie               | A. F. C. Ajax       | Países Bajos | 2022 |

### Títulos internacionales
| Título                    | Equipo          | Sede            | Año  |
| ------------------------- | --------------- | --------------- | ---- |
| Copa Africana de Naciones | Costa de Marfil | Costa de Marfil | 2023 |